# Polvere di simpatia

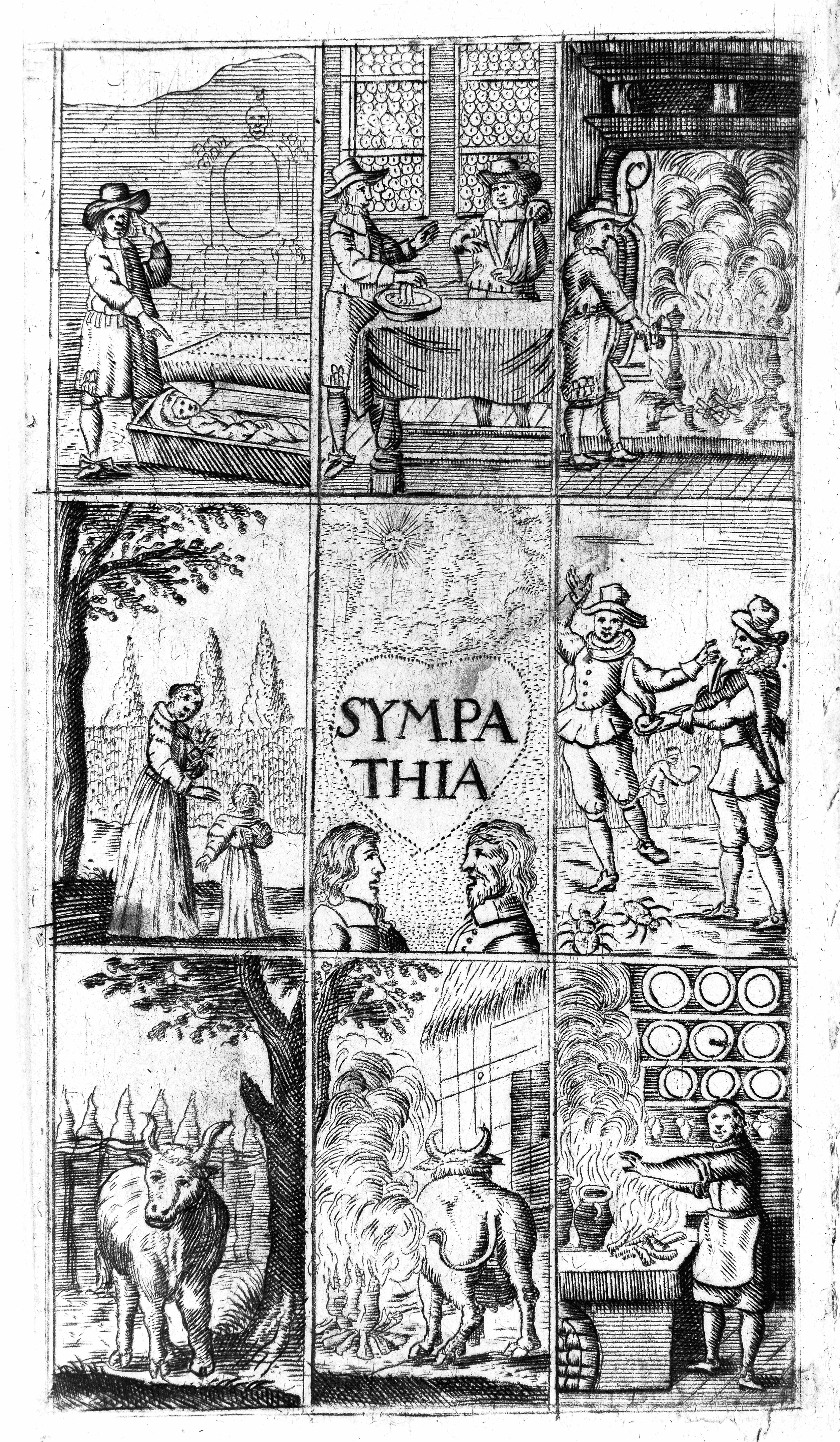
Illustrazione del procedimento di preparazione della polvere di simpatia, sul frontespizio del trattato di Kenelm Digby.

La Polvere di simpatia o Unguento armario (Unguentum Armarium o Weapon Salve) era un preparato medico composto da una mistura di vetriolo polverizzato e gomma che, all'inizio del XVII secolo, l'inglese sir Kenelm Digby, descrivendolo nel suo Discours sur la poudre de sympathie, aveva reso famoso per il potere di risanare più velocemente una ferita causata da un'arma o una piaga.

## Un fenomeno atomico
Si credeva che il risanamento si verificasse per un fenomeno dovuto alla luce del sole che quando illuminava un oggetto rimbalzava staccando da questo atomi che l'aria e il calore portavano lontano senza che, data la costituzione infinitesimale degli atomici, ci si potesse accorgere di un qualsiasi mutamento del corpo illuminato. Questo fenomeno si sarebbe verificato allo stesso modo quando si spargeva la polvere su un panno insanguinato o sull'arma insanguinata che aveva provocato la ferita: l'aria avrebbe catturato gli atomi del sangue e insieme quelli della polvere. Nel frattempo altri atomi uscivano dalla ferita e si propagavano nell'aria andando a mescolarsi "per simpatia", per affinità sostanziale, con quelli della polvere cosparsi sul panno e sull'arma e tutti insieme si sarebbero poi diretti nel loro luogo naturale (come insegnava Aristotele), nella ferita o nella piaga, penetrando in essa e guarendola così più rapidamente.
Chi pensasse di spargere la polvere direttamente sulla ferita avrebbe compiuto un grave errore poiché il vetriolo contenuto nell'unguento invece che risanare avrebbe causato una forte irritazione del tessuto lacerato e forti dolori. Del resto la polvere usata nel modo descritto oltre che risanare più rapidamente aveva l'ulteriore vantaggio che poteva agire anche in assenza del ferito.

## Il problema della longitudine
Sulla base di questa credenza si pensò che si potesse risolvere empiricamente il cosiddetto problema della longitudine (anche noto come problema del Punto Fijo). In passato la latitudine in mare poteva essere calcolata abbastanza facilmente; ma la longitudine sembrava impraticabile. Il problema era assai grave per la navigazione d'altura, allora del tutto incerta e rischiosa e, come è facile aspettarsi, questa situazione di incertezza e di pericolosità era particolarmente sofferta dagli inglesi che allora dominavano i mari. Nel 1714 il Parlamento inglese con il Longitude Act diede vita ad un'apposita Commissione per la longitudine con il compito di assegnare un enorme premio a chiunque fosse stato in grado di inventare un metodo sicuro ed affidabile per calcolare la misura della longitudine.
Il metodo per la misurazione che si rifaceva alle proprietà della polvere di simpatia consisteva nel prendere un cane, procurargli una piaga in modo che rimanesse sempre aperta e imbarcarlo su una nave. Ad un'ora concordata, per esempio a mezzanotte, nel porto da dove era salpata la nave si spargeva una sostanza irritante sulla lama insanguinata che aveva ferito l'animale con l'effetto di provocare dolore al cane che avrebbe guaito segnalando in questo modo che «in quel momento era mezzanotte sul meridiano di partenza e, conoscendo l'ora locale, si poteva dedurre la longitudine».